# 2006 UT321
2006 UT321, também escrito como 2006 UT321, é um objeto transnetuniano que está localizado no Cinturão de Kuiper, uma região do Sistema Solar. Ele possui uma magnitude absoluta de 9,4 e tem um diâmetro estimado com 58 km.

## Descoberta
2006 UT321 foi descoberto no dia 19 de outubro de 2006.

## Órbita
A órbita de 2006 UT321 tem uma excentricidade de 0,263 e possui um semieixo maior de 38,673 UA. O seu periélio leva o mesmo a uma distância de 28,520 UA em relação ao Sol e seu afélio a 48,827 UA.